# 포트 캠벨
포트 캠벨(Fort Campbell)은 켄터키주 홉킨스빌과 테네시주 클라크스빌에 걸쳐 있는 미국 육군의 요새이다. 이름은 마지막 휘그당 출신의 테네시 주지사였던 윌리엄 B. 캠벨 연방 준장에게서 따왔다.

## 역사

### 제2차 세계 대전
포트 캠벨은 1941년 7월 16일에 터를 지정하고, 11월 15일에 명칭 투표를 마쳤다. 이듬해 1942년 1월 16일부터 캠프 설립 공사를 시작하였다.
제2차 세계 대전이 끝날때까지 제4(IV)기갑군단 본부, 제26보병사단, 제12, 14, 20기갑사단의 훈련지였다.

### 냉전
1949년 6월에 일본 군정기 임무를 마친 제11공수사단이 캠프에 들어와 1956년 초까지 입주했다.
1950년 전시 훈련 캠프에서 영구 시설로 승격되면서 포트 캠벨로 개명되었다.

## 시설
- 사발라우스키(The Sabalauski) 공중강습학교
- 존 K. 크리켈 하사(SSG John W. Kreckel) 부사관학교
- 블랜치필드 육군지역병원

## 부대

### 주둔
- 제101공수사단
  -  제1여단전투단
  -  제2여단전투단
  -  제3여단전투단
  -  제101전투항공여단
  -  제101사단 지원여단
  - 제101공수사단 포병대(DIVARTY)
- 포트 캠벨 치의처

### 세입
- 제160특수작전항공연대 "나이트 스토커스"
- 제5특전단
- 제19항공지원작전단 "해독제"
- 제52병참단 (폭발물 해제)
- 제86전투지원병원
- 제716헌병대대
- 제902방첩야전사무국
- 제18기상전단, 4파견대
- 물자사령부 군수원조사무국
- 범죄수사부 제3지역 사무국
- 제902방첩야전사무국
- 워리어전이대대 (상이 용사 프로그램)
- 특수작전모집대대

## 같이 보기
- 샤브레 육군 헬기장
- 캠벨 육군 비행장

## 참고
- “Fort Campbell”. 《globalsecuriry.org》 (영어). 2015년 12월 10일에 확인함.